# 異斯夫
異斯夫（生卒年不詳）是6世紀時期新羅的將軍、政治家。他以征服现今的独岛和郁陵岛而为人所熟知。姓金，別名（諱）苔宗。《三國遺事》作朴伊宗，在《日本書紀》裡則以伊叱夫禮智干岐或伊叱夫禮知奈末的名字登場。他是新羅第17代王奈勿尼師今的第4世孫炤知麻立干的庶子，曆仕智證麻立干、法興王、真興王三代，也是真興王母親只召太后的第二任丈夫。

## 生涯
智證麻立干6年（505年），新羅初設軍主之職位，異斯夫擔任此職。512年陞任伊飡（2等官）之位、何瑟羅州（江原道江陵市）軍主。任軍主期間，異斯夫攻打于山國（鬱陵島）並迫使他服屬於新羅的統治。529年率軍攻擊駐守卓淳國熊川的倭國將軍近江毛野，531年擊退了百濟久禮牟羅的進攻。532年，異斯夫採用古時居道的計略，攻滅伽倻。 541年3月，擔任兵部的令（長官），總領內外軍政。550年，百濟攻陷高句麗的道薩城（今忠清北道槐山郡），高句麗攻陷百濟的金峴城（今忠清北道鎮川郡）。異斯夫趁兩國兵疲之際，攻佔了此二城。高句麗發兵攻打金峴城，被異斯夫擊敗，乘勝追擊，大敗高句麗。562年9月，伽倻人起兵反對新羅的統治，真興王派異斯夫為主將，斯多含為副將，征討伽倻，成功使伽倻服從了新羅的統治。
異斯夫不僅作為將軍活躍於新羅，也對文化方面作出了貢獻。545年7月，真興王接受了異斯夫的建議，命令居柒夫編纂了新羅第一部國史。

### 討伐于山國的策略
在《三國史記》的「新羅本紀·智證麻立干紀」和「異斯夫傳」中，記載了異斯夫討伐于山國的經過。于山國（鬱陵島和独岛）位於新羅溟州（今江原道）東邊海上的一個島國，自恃與陸地往返不便，不服屬新羅的統治。異斯夫時為當時何瑟羅州的軍主，欲討伐于山國。考慮到于山國國人愚蠢而且剽悍，難以威降，可以計服。因此大量製造木偶獅子，分別放在戰船上，欺騙于山國的人：「汝若不服，則放此猛獸踏殺之。」于山國的人大為恐懼而投降。
《三國遺事·紀異·智哲老王條》中記載了同樣的事蹟，只不過其名字被寫成伊飡（2等官）朴伊宗罷了。

### 討伐伽倻的策略
《三國史記·居道傳》中記載，在新羅脫解尼師今時代，新羅的鄰國于尸山國（今蔚山廣域市）、居柒山國（釜山廣域市東萊區）為新羅邊境之患。新羅的邊官居道欲滅二國，於是每年都命士兵在邊境騎馬為戲。待兩國人習以為常之後，突然發兵攻打兩國，成功滅了二國。《三國史記·異斯夫傳》中記載，異斯夫使用了當年居道同樣的游馬計策，攻滅了伽倻國。

## 科考船
根据全国征名的结果，韩国首艘5000吨级大型海洋科考船被命名为“异斯夫号”，一方面是为了继承并发扬先辈的挑战和进取精神，另一方面也体现了韩国「将在世界海洋科学技术领域占有一席之地的决心和意志”。

## 腳註
1. ↑  關於異斯夫攻滅伽倻的記載，《三國史記·異斯夫傳》稱發生於智證麻立干時代（500年-514年）間，《三國史記·法興王本紀》則稱，法興王十九年（532年），金官國國王金仇亥向新羅投降。
2. ↑  韩国首艘5000吨级大型海洋科考船命名“异斯夫号” （页面存档备份，存于），中国船舶网，2015年1月15日。